# Satellite (album)
Satellite je čtvrté studiové album americké alternativní metalové skupiny P.O.D. CD se dostalo do prodeje 11. září 2001 a umístilo se na šestém místě v Billboard 200, přičemž v první týdnu bylo prodáno 133 000 kusů. Deska se stala ve Spojených státech 3x platinová a celosvětově se jí prodalo 5 milionů.
Satellite obsahuje čtyři singly (na každý z nich bylo vytvořeno video) s názvem Alive, Youth of the Nation, Boom a Satellite. Ovšem, nerealizovaný singl Portrait byl nominován na cenu Grammy za nejlepší metalové provedení pro rok 2003.

## Seznam skladeb
1. "Set It Off" – 4:16
2. "Alive" – 3:23 Videoklip
3. "Boom" – 3:08 Videoklip
4. "Youth of the Nation" – 4:19 Videoklip
5. "Celestial" – 1:24
6. "Satellite" – 3:30 Videoklip
7. "Ridiculous" – 4:17 (feat Eek-a-Mouse)
8. "The Messenjah" – 4:19
9. "Guitarras de Amor" – 1:14
10. "Anything Right" – 4:17 (feat Christian Lindskog)
11. "Ghetto" – 3:37
12. "Masterpiece Conspiracy" – 3:11
13. "Without Jah, Nothin'" – 3:42 (feat H.R. z Bad Brains)
14. "Thinking About Forever" – 3:46
15. "Portrait" – 4:32

### Bonusové nahrávky
- "Whatever It Takes" (původně ve filmu Any Given Sunday, poté bonusová píseň určena Evropě)
- "Rock the Party (RTP remix)" (bonusová píseň nacházející se v CD určených pro Japonsko)

### Speciální edice bonusových nahrávek
Tato speciální edice vyšla až po roce vydáví Satellite:
- "Alive (semi-acoustic remix)"
- "Youth of the Nation (Conjure One remix)"
- "Boom (The Crystal Method remix)"

## Umístění
| Rok  | Hitparáda      | Pozice |
| ---- | -------------- | ------ |
| 2001 | USA            | 6      |
| 2001 | Austrálie      | 19     |
| 2001 | Rakousko       | 5      |
| 2001 | Velká Británie | 16     |
| 2001 | Německo        | 5      |

## Obsazení
Kapela 
- Sonny Sandoval – Vedoucí vokály
- Marcos Curiel – Elektrická kytara
- Traa Daniels – Basová kytara
- Wuv Bernardo – Bicí